# Jelizawieta Bagriancewa
Jelizawieta Pietrowna Bagriancewa, ros. Елизавета Петровна Багрянцева (ur. 27 sierpnia 1929 w Usolu Syberyjskim, zm. 24 stycznia 1996) – radziecka lekkoatletka specjalizująca się w rzucie dyskiem, wicemistrzyni olimpijska z Helsinek (1952).

## Sukcesy sportowe
| Rok  | Miasto   | Zawody                      | Konkurencja  | Wynik         |
| ---- | -------- | --------------------------- | ------------ | ------------- |
| 1952 | Helsinki | letnie igrzyska olimpijskie | rzut dyskiem | srebrny medal |

## Rekordy życiowe
- rzut dyskiem – 49,20 – 1953